# Javier Olivera
Javier Olivera (Buenos Aires, 1969) és un artista visual, director i guionista de cinema argentí que resideix i treballa en Madrid, Espanya. És fill del reconegut director de cinema Héctor Olivera, fillol de Fernando Ayala, i net del possible "creador" del subtitulat, Alberto Etchebehere.

## Activitat professional
Va aprendre pintura amb Luis Felipe Noé i amb Eduardo Stupía, després va estudiar cinema als Estats Units en la University of California UCLA i literatura en la Fundació Ortega y Gasset d'Espanya. En cinema va coescriure i va dirigir pel·lícules que van ser exhibides en festivals i mostres internacionals, com ara El visitante (1999), El camino (2000), Floresta (2007), Mika, mi guerra de España (2013) i La sombra (2015). va codirigir amb Héctor Olivera i Alejandro Maci la sèrie unitària Laura y Zoe emesa el 1998 per (Canal 13) protagonitzada per Cecilia Roth i Susú Pecoraro. Va dirigir sèries i vídeos documentals per Bacua, Instituto Nacional de Asuntos Indígenas, Canal Encuentro, Telesur i UNICEF i, en forma paral·lela, des de 1990 va realitzar obres -pintures, fotos, vídeos monocanal i vídeo instal·lacions- que van ser exhibits dins i fora del seu país en centres culturals galeries d'art i museus en mostres individuals i col·lectives, algunes de les quals formen part de col·leccions privades a l'Argentina, Espanya, els Estats Units i França.

## Filmografia
Direcció
- La extraña. Notas sobre el (auto) exilio (2018)
- La sombra (2015)
- Mika, mi guerra de España (2013)
- Floresta (2007)
- El camino (2000)
- El visitante (1999)

Intèrpret
- Revolución, el cruce de Los Andes (2010) com Bernardo O' Higgins

Producció
- La sombra (2015)
- Mika, mi guerra de España (2013)

Guionista
- La sombra (2015)
- El patrón: radiografía de un crimen (2014)
- Mika, mi guerra de España (2013)
- El camino (2000)
- El visitante (1999)

Fotografia
- La sombra (2015)

Muntatge
- La sombra (2015)

Argument
- El camino (2000)

Col·laboració en el guió
- El mural (2010)

Meritori de direcció
- El año del conejo (1987)

Meritori de producció
- Buenos Aires Rock (1983)

Director assistent
- El mural (2010)

Making of
- Una sombra ya pronto serás (1994)

## Premis i candidatures
Academia de las Artes y Ciencias Cinematográficas de la Argentina, 2015
- Premi al millor guií adoptat per El patrón: radiografía de un crimen compartit amb Sebastián Schindel i Nicolás Batlle.

Asociación de Cronistas Cinematográficos de la Argentina, Premis Cóndor de Plata 2016
- Candidat al Premi al Millor Documental La sombra
- Candidat al Premi al Millir Guió Adaptat, El patrón: radiografía de un crimen compartit amb Sebastián Schindel i Nicolás Batlle.

Premis Cóndor de Plata 2010
- Candidat al Premi a la Millor Ópera Prima
- El visitante